# أكونكاغوا
جبل أكونكاغوا (بالإسبانية: Aconcagua، تلفظ بالإسبانية: ‎/akoŋˈkaɣwa/‏)‏ هو جبل من سلسلة جبال الأنديز، يقع في مقاطعة ميندوزا في الأرجنتين على بعد 112 كم (70 ميل) إلى الشمال الغربي من مدينة ميندوزا عاصمة المقاطعة، وعلى بعد حوالي 5 كم (3٫1 ميل) من مقاطعة سان خوان، و 15 كم (9٫3 ميل) من حدود الأرجنتين مع تشيلي المجاورة.
جبل أكونكاغوا هو أعلى جبل خارج قارة آسيا، وهو أيضا الجبل الأعلى في نصفي الكرة الجنوبي والغربي، يصل ارتفاعه إلى 6,960.8 متر (22٫838 قدم)، وهو أيضًا أحد جبال القمم السبع في العالم.
يعتبر الجبل اليوم والمناطق المحيطة به جزء من حديقة أكونكاغوا الريفية [الإنجليزية]، ويضم عددًا من الأنهار الجليدية، أطولها هو نهر ( فنتيسكويرو هوركونز دونور Ventisquero Horcones Inferior ) الذي يبلغ طوله حوالي 10 كم (6٫2 ميل)، وينحدر من الجهة الجنوبية من أعلى الجبل نزولا إلى ارتفاع حوالي 3600 متر (11800 قدم) بالقرب من مخيم كونفلوينسيا.

## التاريخ والتكوين الجيولوجي
تكون جبل أكونكاغوا عن طريق انزلاق صفيحة نازكا أسفل صفيحة أمريكا الجنوبية. كان جبل أكونكاجوا في السابق عبارة عن بركان طبقي نشيط، (في زمن العصر الطباشيري المتأخر أو العصر الباليوسيني المبكر حتى العصر الميوسيني) يتكون من عدد من البراكين الصغيرة المجتمعة، تقع كلها على حافة حوض بحري ضحل ( مياهه غير عميقة). وفي وقت ما في العصر الميوسيني (منذ حوالي 8 إلى 10 ملايين سنة)، بدأت زاوية انزلاق الصفيحة بالتناقص، مما أدى إلى توقف الانصهار (الناتج من انزلاق الصفائح) وزيادة الجهود والضغوط الأفقية بين الصفيحة المحيطية (إحدى الصفائح التكتونية التي تقع أسفل المحيط) والصفيحة القارية، فتسبب ذلك في بروز جبل أكونكاجوا إلى أعلى الجذر البركاني.
جميع الصخور الموجودة على جوانب جبل أكونكاجوا هي من نوع الصخور البركانية، تتكون من الحمم البركانية والصخور البركانية الفتاتية. أما الحوض البحري الضحل فقد تشكل في وقت مبكر (في العصر الثلاثي الترياسي) وحتى قبل نشأة جبل أكونكاغوا كبركان. أما الرواسب الملونة باللون الأخضر والأزرق والرمادي والتي يمكن رؤيتها في وادي هوركونس (Horcones Valley)، هي أملاح الأحماض الكربونية والأحجار الجيرية والترسبات العكرة والأبخرة التي كانت تملأ هذا الحوض البحري. بينما الصخور ذات اللون الأحمر هي رواسب وتكتلات من أصل بركاني. 

## وصلات خارجية
- Centro de Investigación en Medicina de Altura (CIMA) de Aconcagua
- Blog with information from a successful Aconcagua ascent
- Live webcam from Aconcagua base camp (ديسمبر حتي مارس)